# Classe Ivan Rogov (Progetto 1174)
La classe Ivan Rogov o Progetto 1174 Nosorog (in cirillico: проект 1174 Носорог, nome in codice NATO: classe Ivan Rogov) è stata una classe di navi da sbarco anfibie di fabbricazione sovietica il cui nome in codice è divenuto, in Occidente, più noto dell'originale denominazione di progetto. 
Entrate in servizio a partire dagli anni settanta nella marina militare sovietica prima e russa poi, secondo l'hull classification symbol della US Navy rientravano nella categoria delle Landing Ship Dock (LSD) in quanto fornite di un bacino allagabile.
Dismesse a partire dal 1996, tutte le unità di questa classe sono state ritirate entro l'anno 2002.

## Descrizione
Dal 1976, la Marina militare sovietica si dotò di una componente d'altura anfibia, che le mancava. Questo si verificò con le Ivan Rogov, grandi navi del tipo LSD, navi da sbarco con bacino. Esse hanno una rampa prodiera, per spiaggiarsi e sbarcare i mezzi imbarcati e sono state progettate anche con un bacino allagabile, per ospitare mezzi da sbarco, per lo più hovercraft; le navi possono operare sia come LST (nel primo caso) che come LSD (nel secondo caso). Un ponte di volo poppiero consente anche operazioni di elisbarco, con un grande hangar a 2 porte per diversi elicotteri Kamov Ka-25 o Ka-27. La grande sovrastruttura centrale consente di ospitare ampi locali per l'equipaggio, centri di comando, elettronica e un battaglione rinforzato da 550 uomini.
L'armamento, molto complesso e potente, è di dato da un cannone binato prodiero calibro 76/59mm, 2 lanciamissili SA-N 4 Gecko con 18 missili l'uno contraerei. 2 coppie di CIWS ADG-630 sono sui lati della sovrastruttura.
Per sostenere lo sbarco anfibio è possibile usare un lanciarazzi da 122mm a 40 canne, praticamente un BM-21 navale, ma con 2 sezioni da 20 razzi dotate di dispositivi di ricarica. Esso è sistemato direttamente davanti all'alta e massiccia plancia comando, inserita nel blocco sovrastrutture le cui pareti laterali il prolungamento dello scafo. Esiste un alto albero centrale, per sistemi elettronici. A poppa oltre all'hangar e al ponte esiste una centrale di controllo del volo per gli elicotteri, con una sorta di 'torre di controllo' vetrata, simile a quelle degli aeroporti, caratteristica esclusiva di questa classe.

## Unità
| Nome                  | Impostazione          | Varo                  | Entrata in servizio   | Disarmo               | Stato                 |
| Progetto 1174 Nosorog | Progetto 1174 Nosorog | Progetto 1174 Nosorog | Progetto 1174 Nosorog | Progetto 1174 Nosorog | Progetto 1174 Nosorog |
| --------------------- | --------------------- | --------------------- | --------------------- | --------------------- | --------------------- |
| Ivan Rogov            | 1973                  | 1976                  | 1978                  | 1996                  | Ritirato              |
| Alexandr Nikolaev     | 1976                  | 1980                  | 1982                  | 1997                  | Ritirato              |
| Mitrofan Moskalenko   | 1984                  | 1988                  | 1990                  | 2002                  | Ritirato              |

## Galleria d'immagini

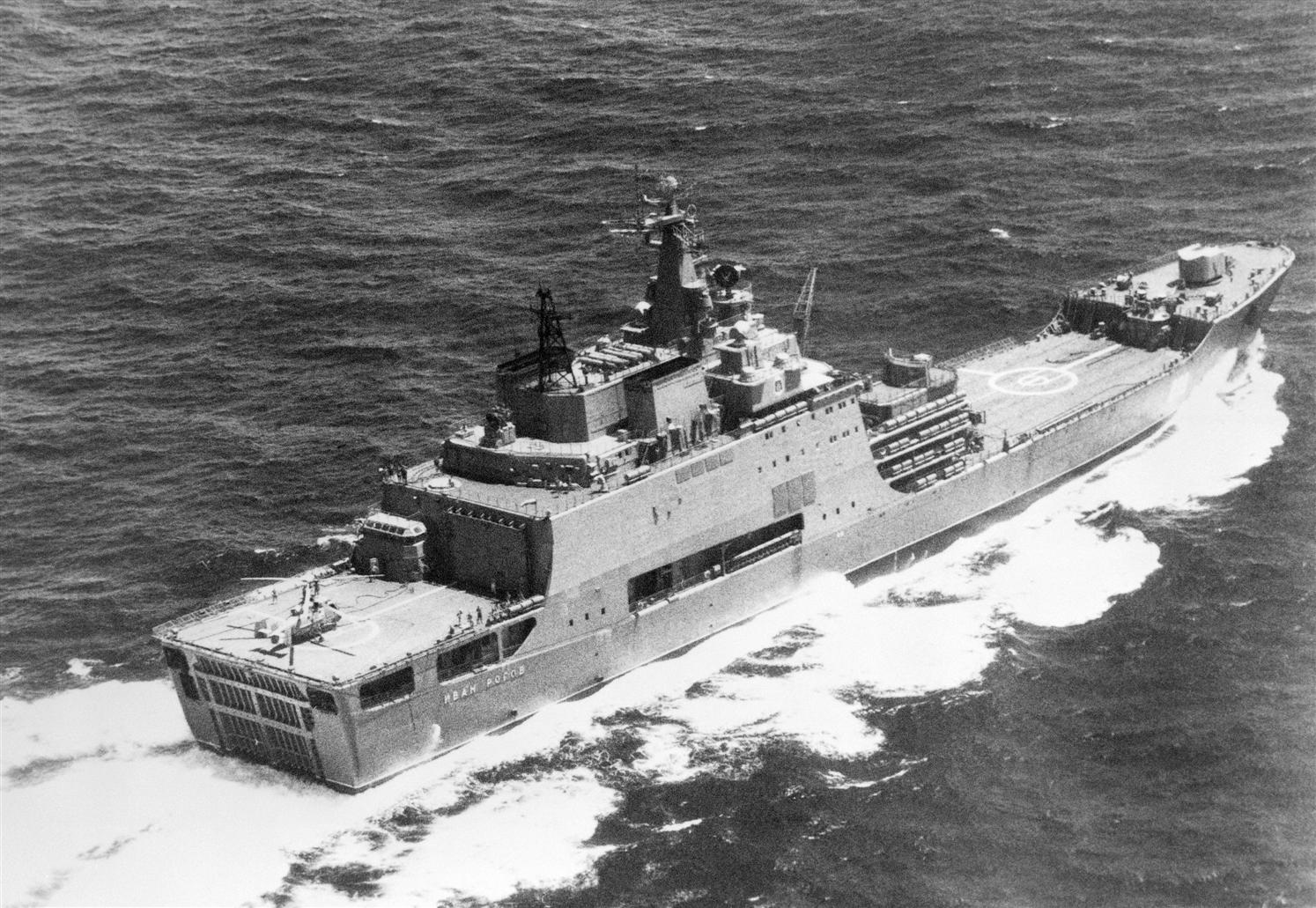
La Ivan Rogov nel 1985
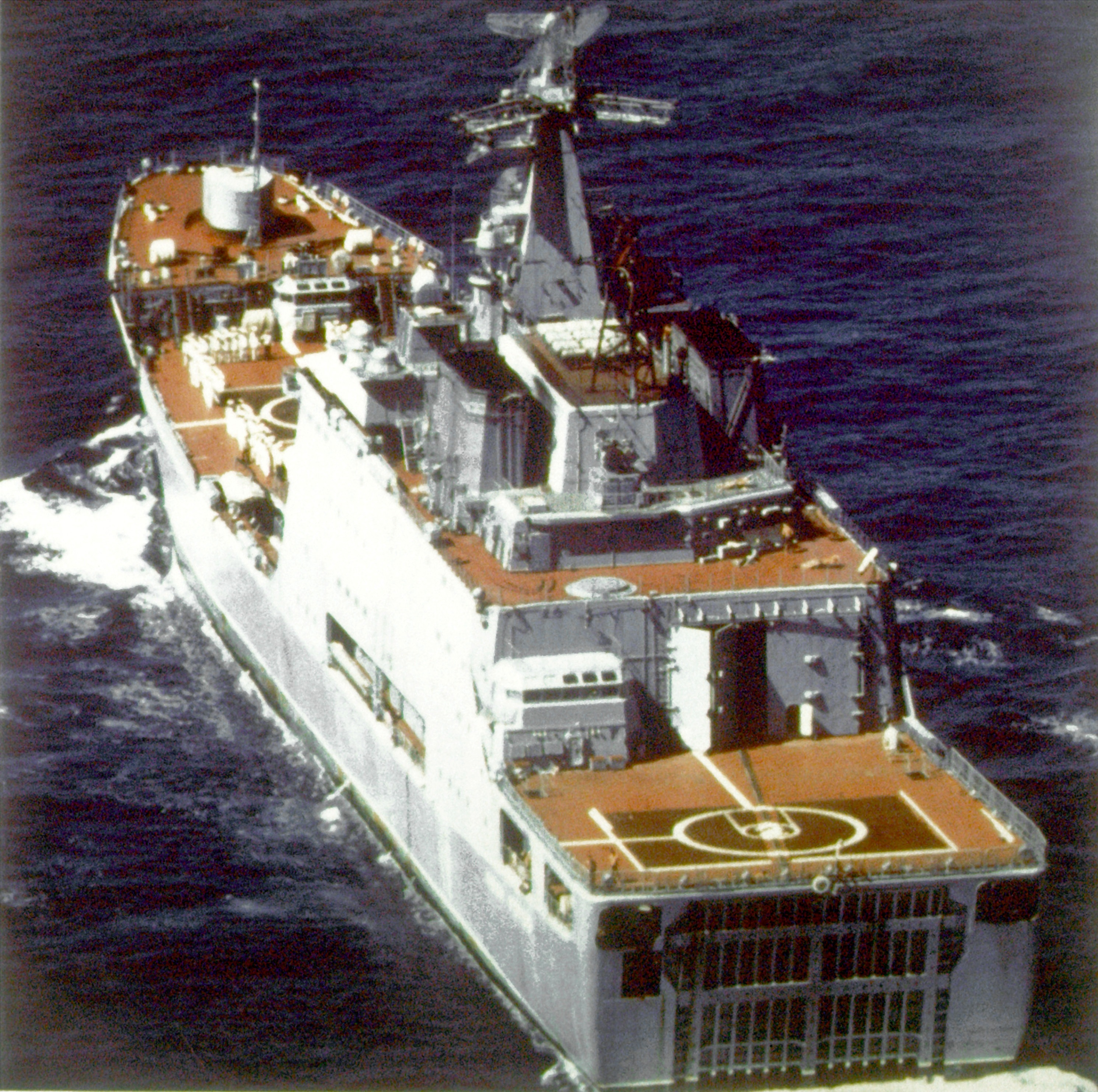
La Ivan Rogov nel 1986
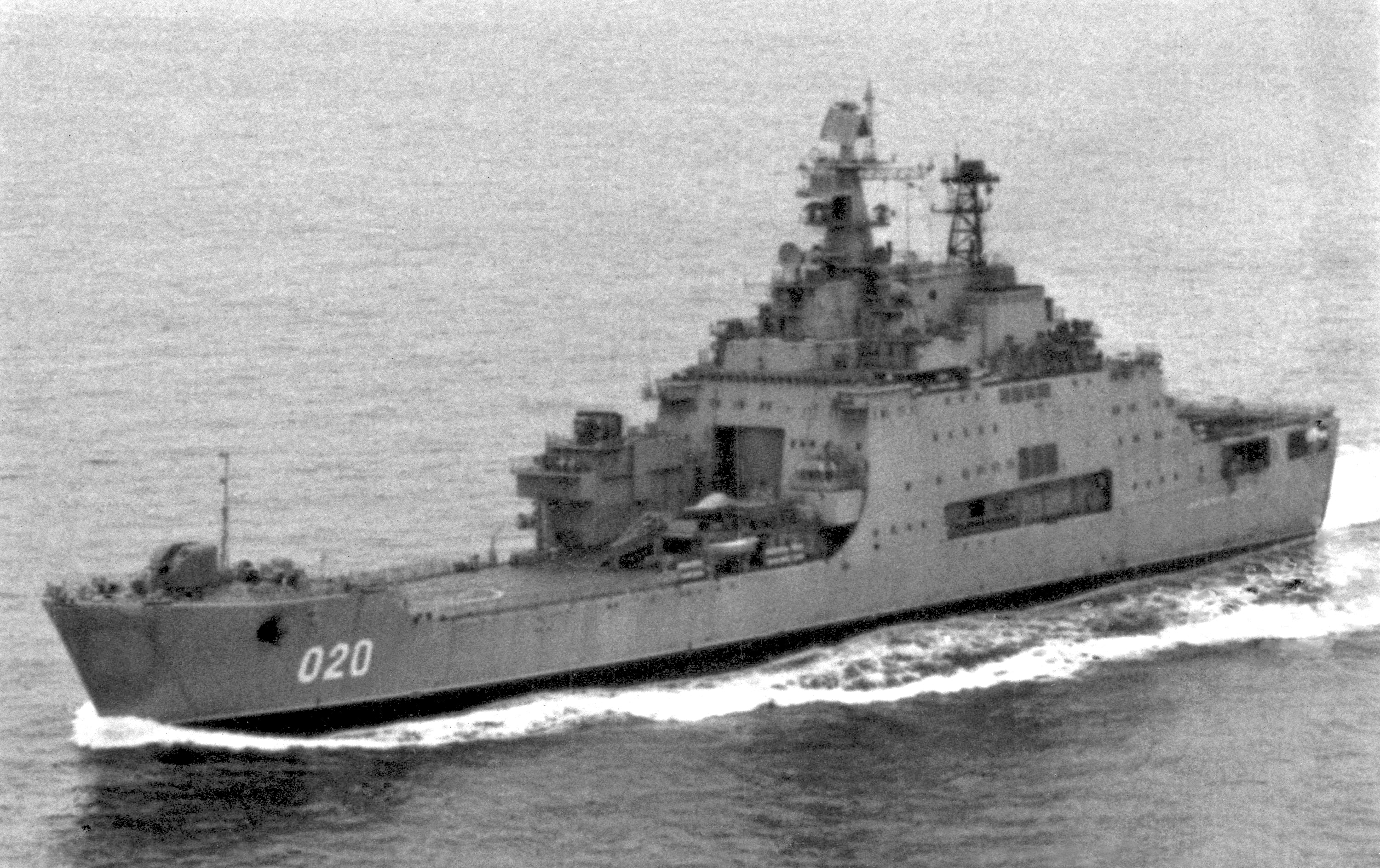
La Mitrofan Moskalenko nel 1994